# Román Vega
Román Gabriel Vega (Ciudad Autónoma de Buenos Aires, Argentina, 1 de enero de 2004) es un futbolista argentino que juega como defensa en el Zenit de San Petersburgo de la Liga Premier de Rusia.

## Trayectoria
Comenzó su carrera en la A. A. Argentinos Juniors. En 2022 fue cedido al F. C. Barcelona Atlètic.
Regreso a Argentinos al término de la temporada.

## Selección nacional

### Participaciones en Copas del Mundo juveniles
| Mundial                  | Sede      | Resultado        | Partidos | Goles |
| ------------------------ | --------- | ---------------- | -------- | ----- |
| Copa Mundial Sub-20 2023 | Argentina | Octavos de final | 2        | 0     |

## Estadísticas

### Clubes
Actualizado al último partido disputado el 6 de mayo de 2023.
| Club                               | Div.          | Temporada     | Liga  | Liga  | Copas nacionales | Copas nacionales | Copas internacionales | Copas internacionales | Total | Total |
| Club                               | Div.          | Temporada     | Part. | Goles | Part.            | Goles            | Part.                 | Goles                 | Part. | Goles |
| ---------------------------------- | ------------- | ------------- | ----- | ----- | ---------------- | ---------------- | --------------------- | --------------------- | ----- | ----- |
| A. A. Argentinos Juniors Argentina | 1.ª           | 2021          | 1     | 0     | 1                | 0                | ―                     | ―                     | 2     | 0     |
| A. A. Argentinos Juniors Argentina | 1.ª           | 2022          | 1     | 0     | 0                | 0                | ―                     | ―                     | 1     | 0     |
| A. A. Argentinos Juniors Argentina | Total club    | Total club    | 2     | 0     | 1                | 0                | 0                     | 0                     | 3     | 0     |
| F. C. Barcelona Atlètic · España   | 1.ª F         | 2022-23       | 17    | 0     | ―                | ―                | ―                     | ―                     | 17    | 0     |
| F. C. Barcelona Atlètic · España   | Total club    | Total club    | 17    | 0     | 0                | 0                | 0                     | 0                     | 17    | 0     |
| Total carrera                      | Total carrera | Total carrera | 19    | 0     | 1                | 0                | 0                     | 0                     | 20    | 0     |